# イタリア料理

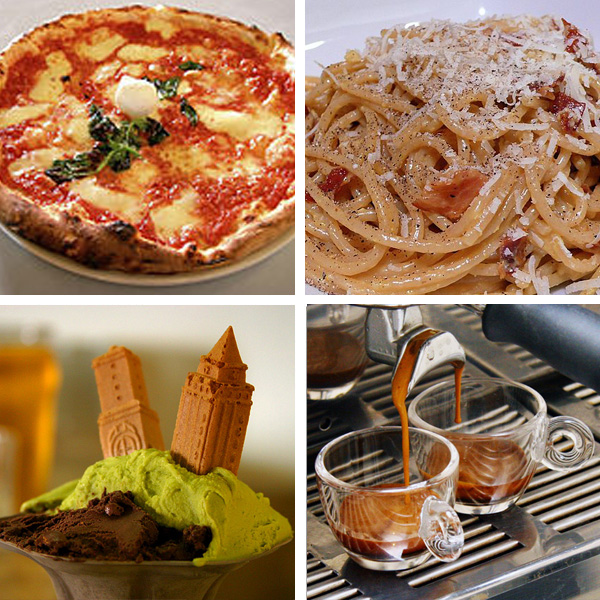
イタリア料理

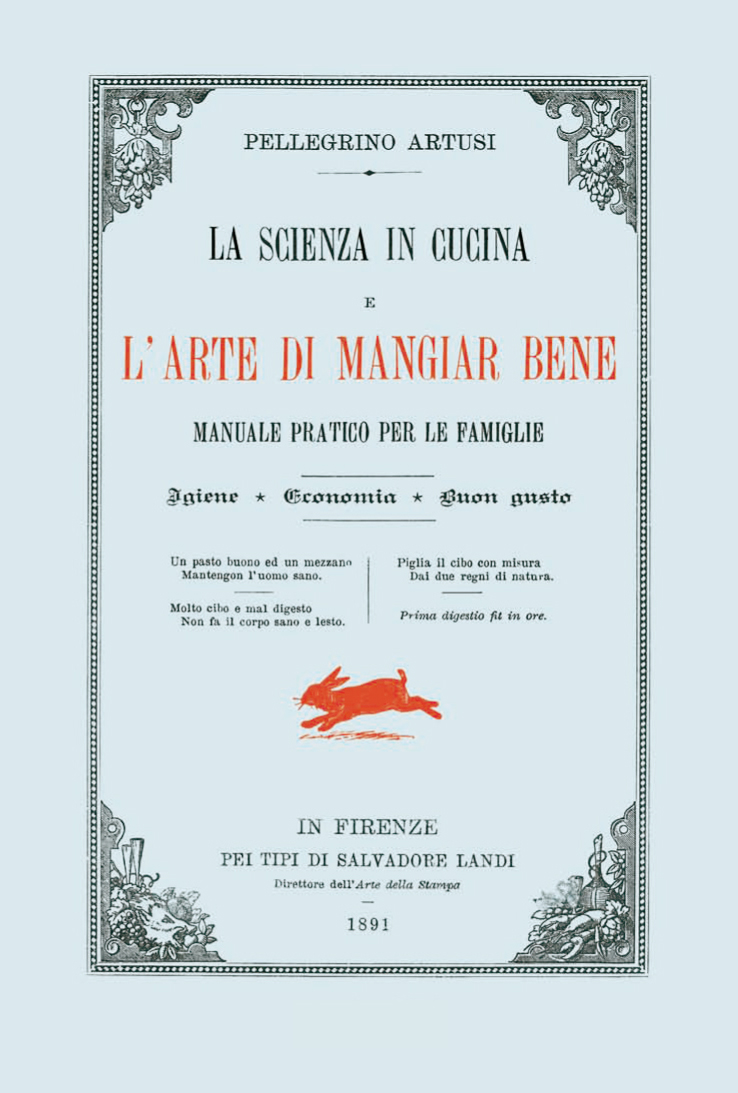
イタリア料理の父ペッレグリーノ・アルトゥージにより1891年に発行されたイタリア料理大全。

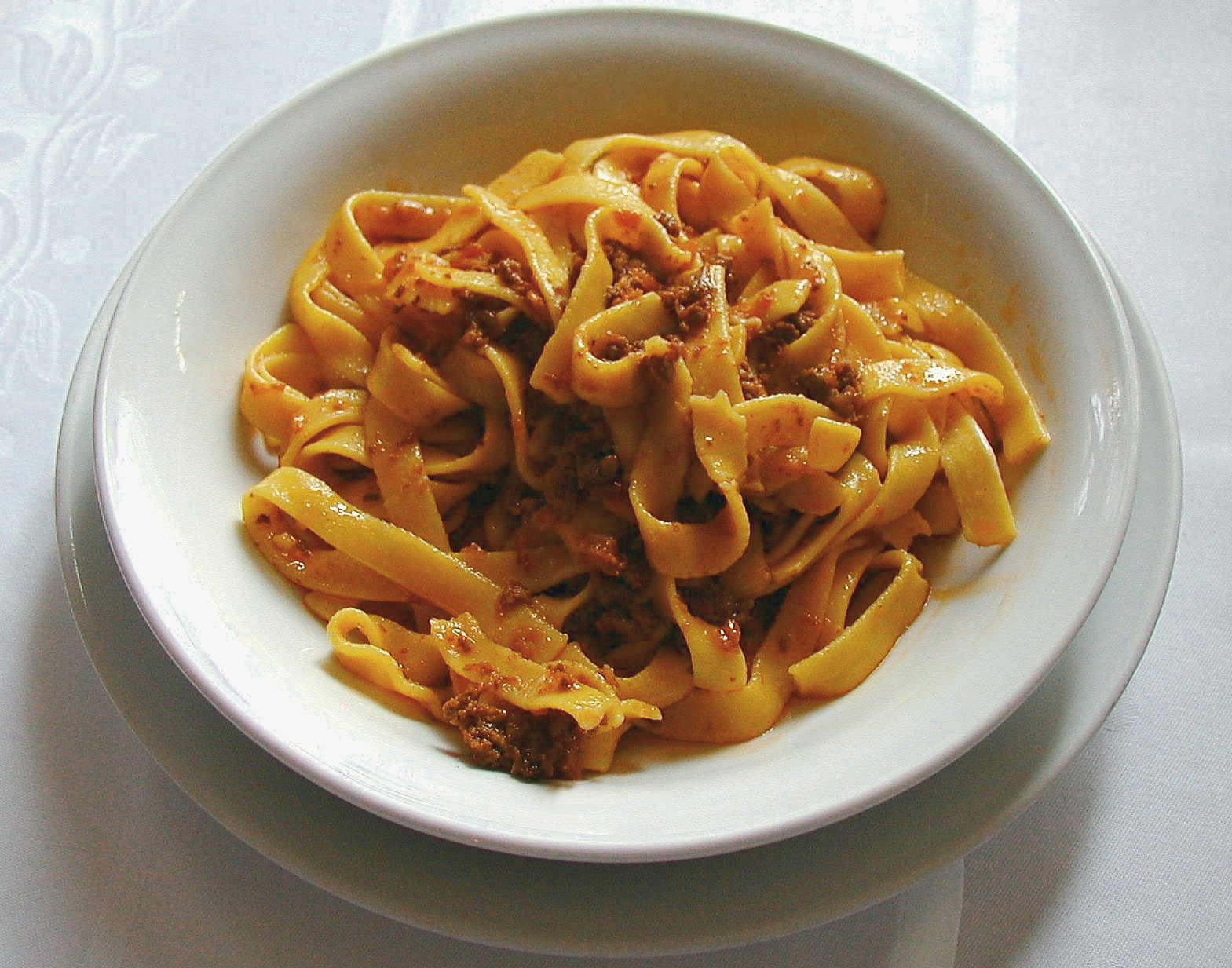
伝統的にタリアテッレと和えて調理されたボロネーゼ（タリアテッレ・アル・ラグー）

イタリア料理（イタリアりょうり、イタリア語: cucina italiana）とは、イタリアを発祥とする料理・料理法・食文化の総称。世界の多くの地域で好まれている。
2010年、イタリア料理はギリシア料理、スペイン料理、モロッコ料理と共に「地中海の食事」として国際連合教育科学文化機関 (UNESCO) の無形文化遺産に登録された。

## 概要

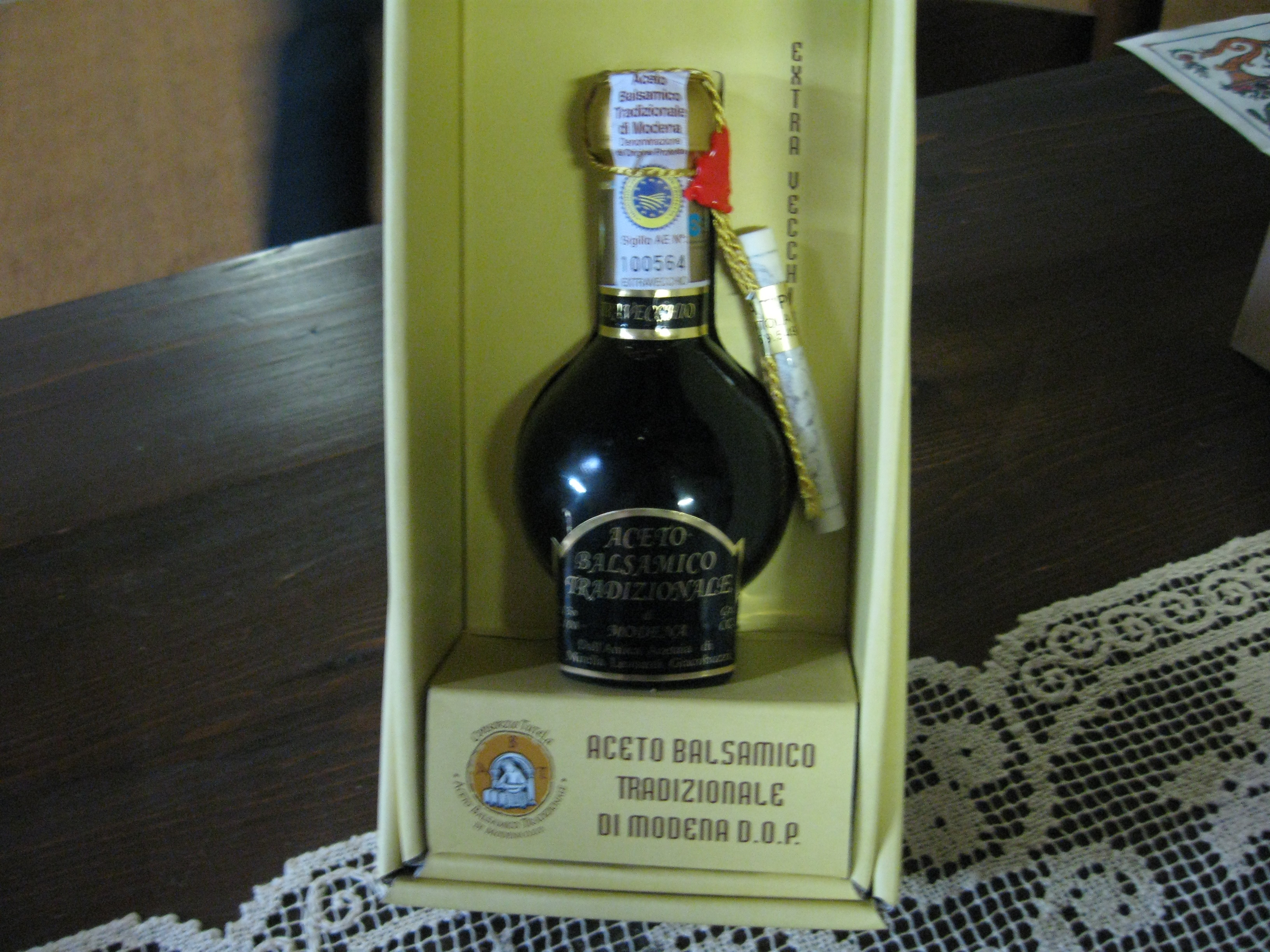
バルサミコ酢

イタリア料理は地方ごとに特徴があるため、「イタリア料理などという料理は存在しない」とする見方もある。これは、南北に長いイタリアは地理的にも多様な特徴があることや、イタリア王国による統一まで多数の独立国家があり、その国ごとにまったく特徴の異なる、例えばナポリ料理やジェノヴァ料理といった具合に郷土料理が発達しているためである。そのため、「郷土料理の集合体がイタリア料理である」とも言われる。
その一方でパスタはイタリア各地で好まれ、様々な形で調理されている。
トマトの多用も特徴の一つであるが、トマトはラテンアメリカ原産であり、イタリアに広まったのは16世紀以降である。それ以前の特徴としてはアンチョビの形で魚醤を多く用い、見た目も質素であった。トマトの流入でバリエーションも増え、色彩も鮮やかになったが、反面それ以前の特徴の多くが失われたとの指摘もある。トマトソースに用いられるサンマルツァーノ種をはじめとするイタリア料理向けのトマトは酸味が強く生食に向かない品種である。日本で生産されるトマトは生食用であり加熱調理に向かないため、日本ではトマトの缶詰をイタリアから輸入している。

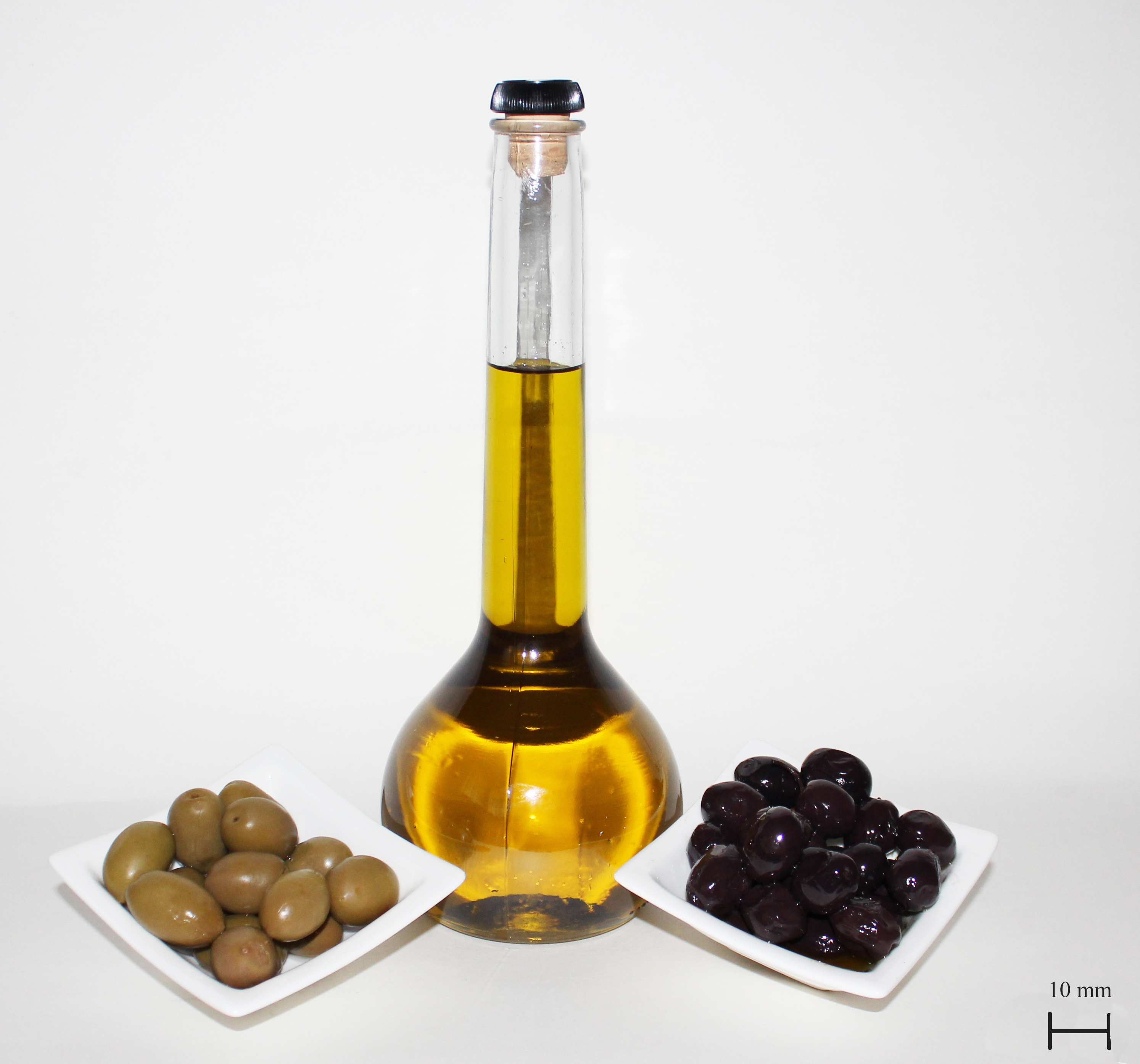
オリーブ・オイル

日本では「イタリアン」「イタ飯（イタめし）」等の呼び名で親しまれている。日本ではイタリア料理はオリーブ・オイル、麺類、トマトを多用するイメージがあるが、これはナポリなどの南イタリアの料理の特徴であり、上述の通りイタリア料理は地域によって多様である。

## 歴史

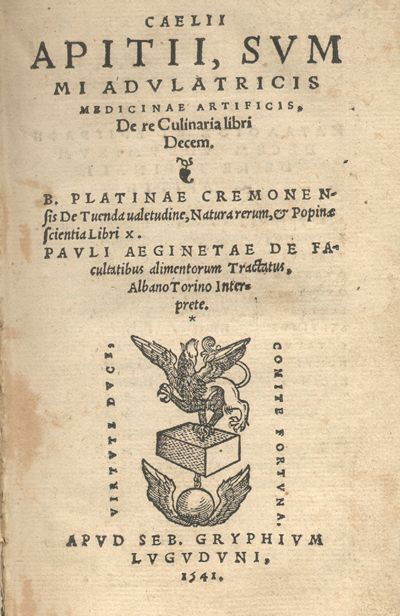
『アピキウス』De re culinaria（リヨン：セバスチャン・グリューフィウス、1541年）

現代イタリア料理の基盤はたいへんに古く、古代ローマ帝国にまでさかのぼる。ローマ人たちは当時から食事にかける時間をとても大切にし、1日3食の構成をとっていた。そして1食をコース料理にし、2 - 3時間もかけて食事する習慣があった。彼らは満腹になると鳥の羽で咽喉を刺激して作為的に嘔吐をし、空腹になるとまた食べたという。ルキウス・アンナエウス・セネカは、「ローマ人は食べるために吐き、吐くために食べる」と評している。さらに裕福なローマ人たちの間で、腕利きの料理人を呼んで料理を客に披露することが流行だった。料理人たちはそれぞれ競って腕を磨いて新しい料理作りに励んだことで、周辺の国々の追随を許さない優れた食文化が誕生し、これがローマ帝国の発展とともにヨーロッパ各地へと広がっていった。具体例をいくつかあげると、ローマ軍の遠征兵士のスタミナ源として携帯されたことが契機となり、同様に欧州各地に広まったチーズやメロン、牡蠣などもそうである。
イタリア料理は、フランス料理の原型でもある。1533年、フィレンツェの名門貴族であるメディチ家のカテリーナ（後のカトリーヌ・ド・メディシス）がフランスのアンリ2世に嫁いでパリに移り住む際、大勢のイタリア人料理人や香料師を連れてイタリア料理や氷菓、ナイフやフォークの使用といったものをフランスに持ち込んだ。それをきっかけにして、当時粗野だったフランスの宮廷料理やテーブルマナーが洗練された。ちなみにフォークの爪は4本だが、これはナポリ王国国王・フェルディナンド4世の宮廷で、パスタがよく絡んで食べやすいように爪の数を増やしたとされている。
このように、西洋を代表して世界三大料理に数えられているフランス料理は、イタリア料理の影響を受けて成長した。ローマ時代から続くイタリアの食文化が西洋料理の母的存在と言われるのは、こうした歴史によるものと言える。
スパゲッティソースやピザソースに使われるトマトはメキシコ原産であり、トマトがヨーロッパに持ち込まれたのは16世紀からとされ、食用に一般的に利用され始めたのは18世紀に入ってからになる。それ以前のスパゲッティはチーズなどで食されていた。

## 食事作法

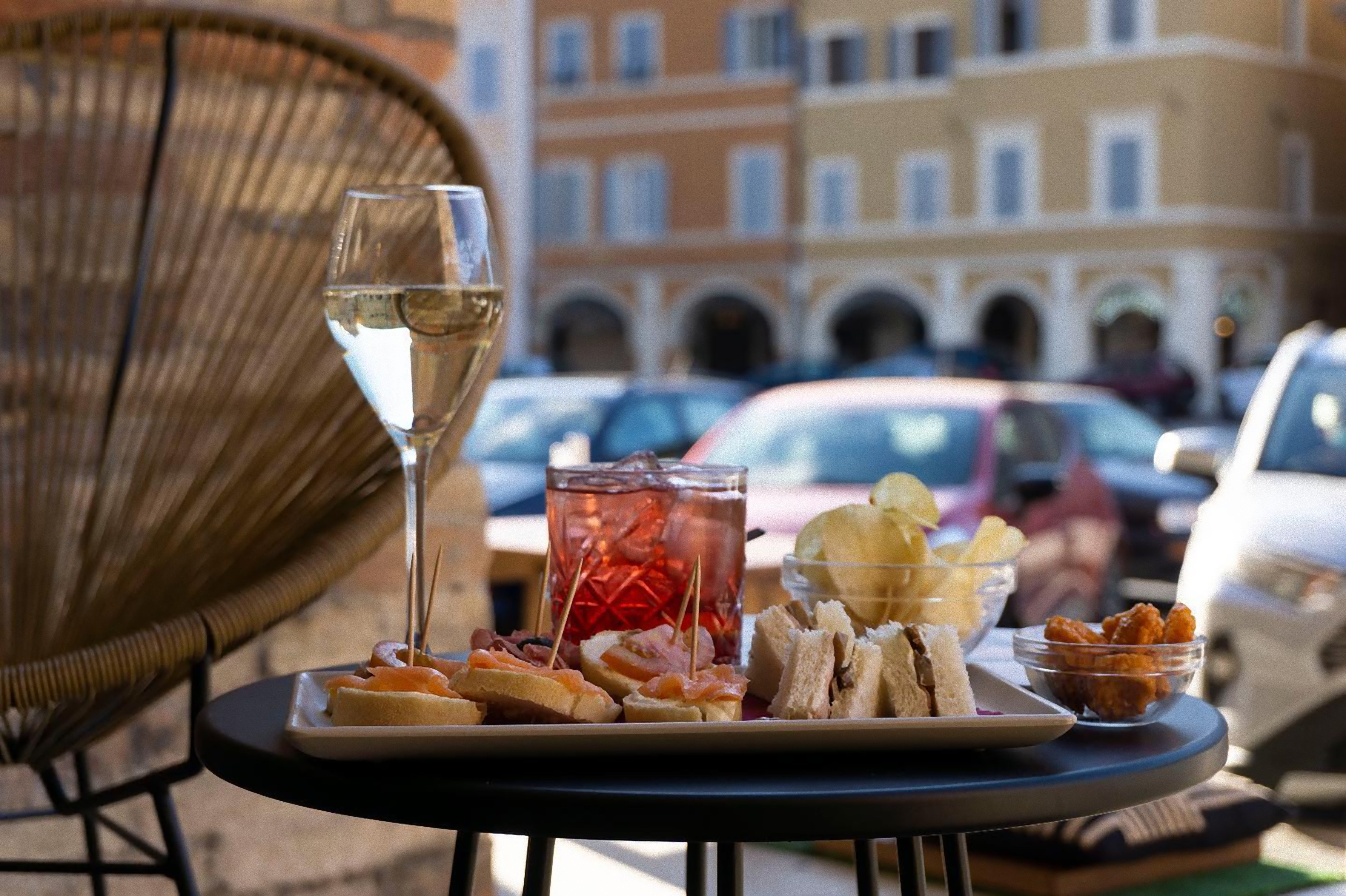
アペリティーヴォ

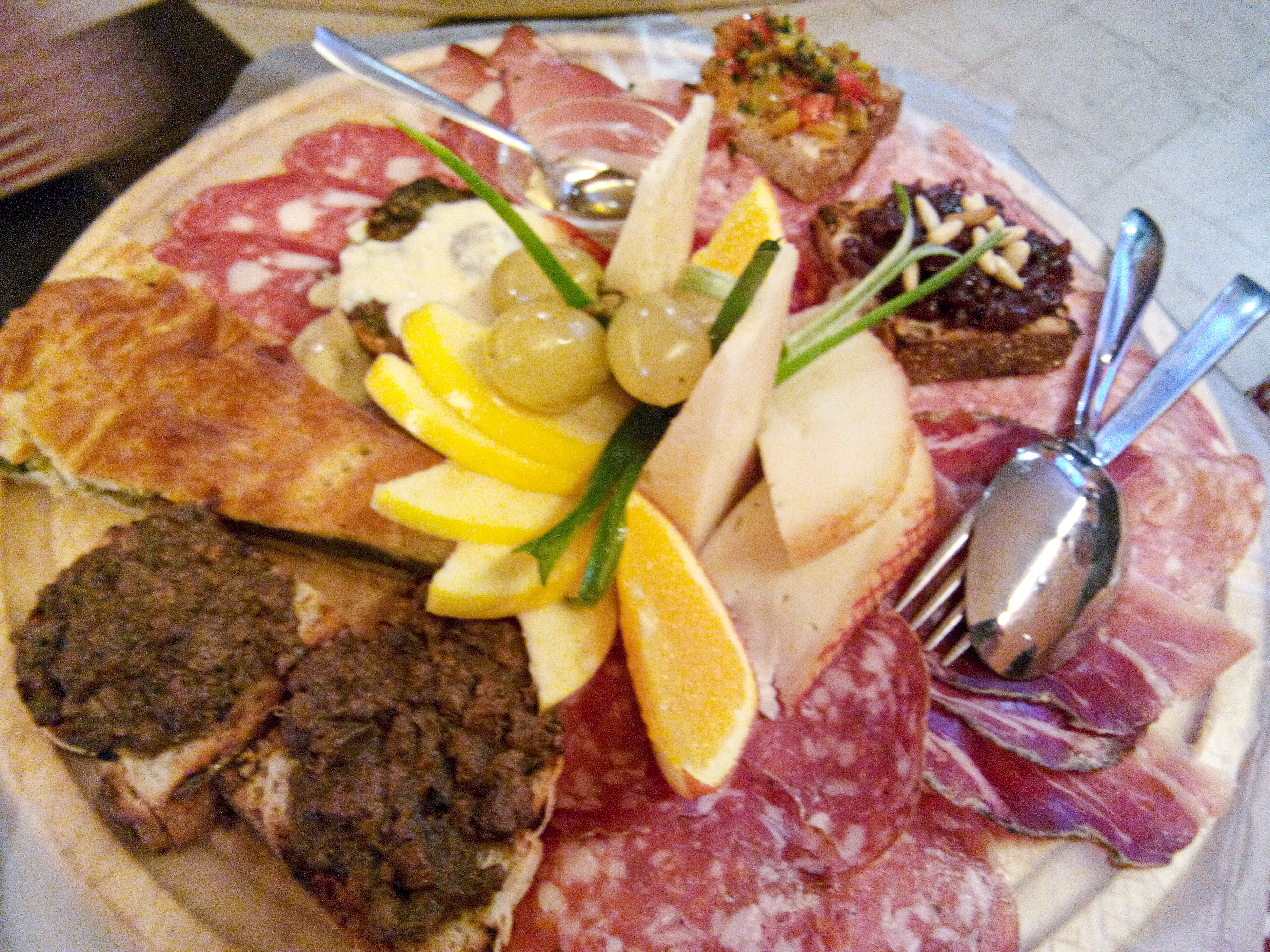
アンティパスト

いったん口に入れた果物の種や皮などを再度口から出す行為は印象が悪い。
果物やパンにかぶりついて食べることもマナーが悪く、大きな塊で給仕されたスイカ等はナイフで小さく切ってから食べる。
食事の際の口直しや皿のソースを拭って食べるためにパンが提供される。一般的にピザはコース料理には入らず、ピザを食べる際はパンは提供されない。ただし、トラットリア格以下ではピザとコース料理の両方をメニューに載せているレストランも多く、どの料理を食べるか、どの順番で給仕してもらいたいのかは客が自由にウェイターに頼むことができる。
レストランでは、これらの全てを注文しなければならないわけではない。レストランにおいてデザートやコーヒーは、食後に再度ウェイターが注文を取りに来ることが一般的である。
イタリア料理のコースでは、料理の出る伝統的な順番が存在する。メニューも一般的にこの順序で記載されている。
日常の食事はコース料理の形態を取らず、プリモ・ピアットのみとする場合が多い。
以下にイタリア料理におけるコースの構成を例示する。
1. アペリティーヴォ (aperitivo)

食前酒。食欲を増進させるため、カンパリなどのアマーロ（イタリア語で「苦い」の意）のような苦味酒、スプマンテ（発泡ワイン）などを飲む。レストランに行く前に、バールなどでビール等をアペリティーヴォに取ることが多い。
2.ストゥッツィーノ（Stuzzichino）
いわゆるおつまみ。
3. アンティパスト (antipasto)

前菜（オードブル）として作り置きの料理が多い。ハムやチーズ、燻製、カルパッチョなど。プリモ・ピアットが出来るまでの時間稼ぎともいえる。
4. プリモ・ピアット (primo piatto)
主菜。直訳すると第一皿となるが、一皿だけとは限らない。サラダやパスタ、リゾット、ポレンタ、スープなどが分類される。サルデーニャではクスクスもプリモ・ピアットとして供される。日常の食事はプリモ・ピアットのみとする場合が多い。
5. セコンド・ピアット (secondo piatto)
主菜。直訳すると第二皿となる。大きく魚料理と肉料理の2種類に分類される。その両方がコースに含まれる場合、まず魚が給仕される。
6. コントルノ (contorno)
副菜（副食）、サイドディッシュ。ミニサラダや野菜（焼き野菜や煮野菜）。付け合わせ。通常セコンド・ピアットの料理には日本の様な付け合わせの野菜が付かないため、野菜を取りたいときにはコントルノを別に注文する必要がある。茹でる、焼く、揚げる、煮る、マリネにするなどシンプルに調理されているものが多い。伝統的なメニューではセコンド・ピアットといっしょにサラダが出るということになっている。品物によってはセコンド・ピアットと同じ皿に載っている。
7. フォルマッジィ(formaggio )
チーズ。
8. ドルチェ (dolce)
デザート（甘味）。ドルチェ（菓子）としてしばしば手の込んだ一皿が供される。
9. ディジェスティーヴォ (digestivo)
食後酒。グラッパやリモンチェッロなどのリキュール類が小さなグラスで供される。食前酒に飲まれるアマーロは「消化を助ける」と考えられて食後酒としても飲まれる。

## 曜日との関係
古代ローマでは曜日ごとに決まった料理を食べるしきたりがあったため、ローマ市内のトラットリアにはこのしきたりを守っているところもある。
- 月曜日 - ブロス（イタリア語版）、ミネストローネなど。
- 火曜日 - 月曜日の余った肉を利用することが多い。
- 水曜日 - 内臓料理やオックステール。
- 木曜日 - ニョッキ[5]。金曜日には粗食となるため、腹持ちの良いニョッキ[6]。
- 金曜日 - 魚料理[6]。キリストが亡くなった曜日であるため、肉類は控える[6]。
- 土曜日 - トリッパ[5]。
- 日曜日 - ラザニア[5]。

## 飲食店の種類
イタリア料理の飲食店は各種形態がある。
リストランテ (Ristorante)
コース料理を中心とする高級料理店。リストランテクラスの高級店ながら、オステリア・トラットリア、エノテーカ（居酒屋）と名乗ってカジュアルな印象を持たせたりする場合があり、店名だけでは判断しにくくなってきている。
トラットリア (Trattoria)
大衆食堂。地方料理や家庭料理を出す個人経営、家庭経営の店。アルコール類も楽しめ、アラカルト料理を中心とする。
オステリア (Osteria）
軽食堂、居酒屋で、歴史をもち高級な料理店。アルコール類も楽しめ、アラカルト料理を中心とする。
ベットラ (Bettola)
オステリアとほぼ同様。イタリア語で食堂、台所という意味。
タヴェルナ (Taverna)
トラットリアとほぼ同様。調理済みメニューを出す簡易店もある。
ロカンダ (Locanda)
飲食の提供も行う宿泊施設。英語圏のイン (宿泊施設)に相当。
専門店
以下のピッツァ、パスタ、ワイン専門店の他に、ビール、カクテル、ジェラートを専門に扱う店もある。
ピッツェリア (Pizzeria)
ピッツァ中心の専門店。
スパゲッテリア (Spaghetteria)
パスタ中心の専門店。
エノテーカ (Enoteca)
ワイン中心の専門店。居酒屋。「エノテカ」とも言う。
バーカロ（Bacaro）
ヴェネツィアの居酒屋の一種。グラスワインや少量の食べ物を提供する立ち飲み屋的な店。
パニノテッカ (Paninotec)
サンドイッチ屋。
ビレリア（Birreria)
ビールバー。
ターヴォラ・カルダ（Tavola calda)
スナックバー。カウンター主体の飲食店でアメリカのダイナーに相当。
バール (Bar)
カウンター席を持つ喫茶店。夜には日本のショットバー類似となる。軽食、エスプレッソ、パン、ジェラートなどを出す店もある。小さな集落にも必ず存在し、コミュニティの中心的な役割も担っている。また宝くじやバスの切符なども販売したりと、コンビニエンスストア的な役割も果たしている。
カフェテリア (Caffetteria)
喫茶店。バールと混ざった形態のものもある。
パスティチェリア (Pasticeria)
菓子専門店。
ジェラテリア (Gelateri)
アイスクリーム専門店。（Gelateria）

## 地域分類

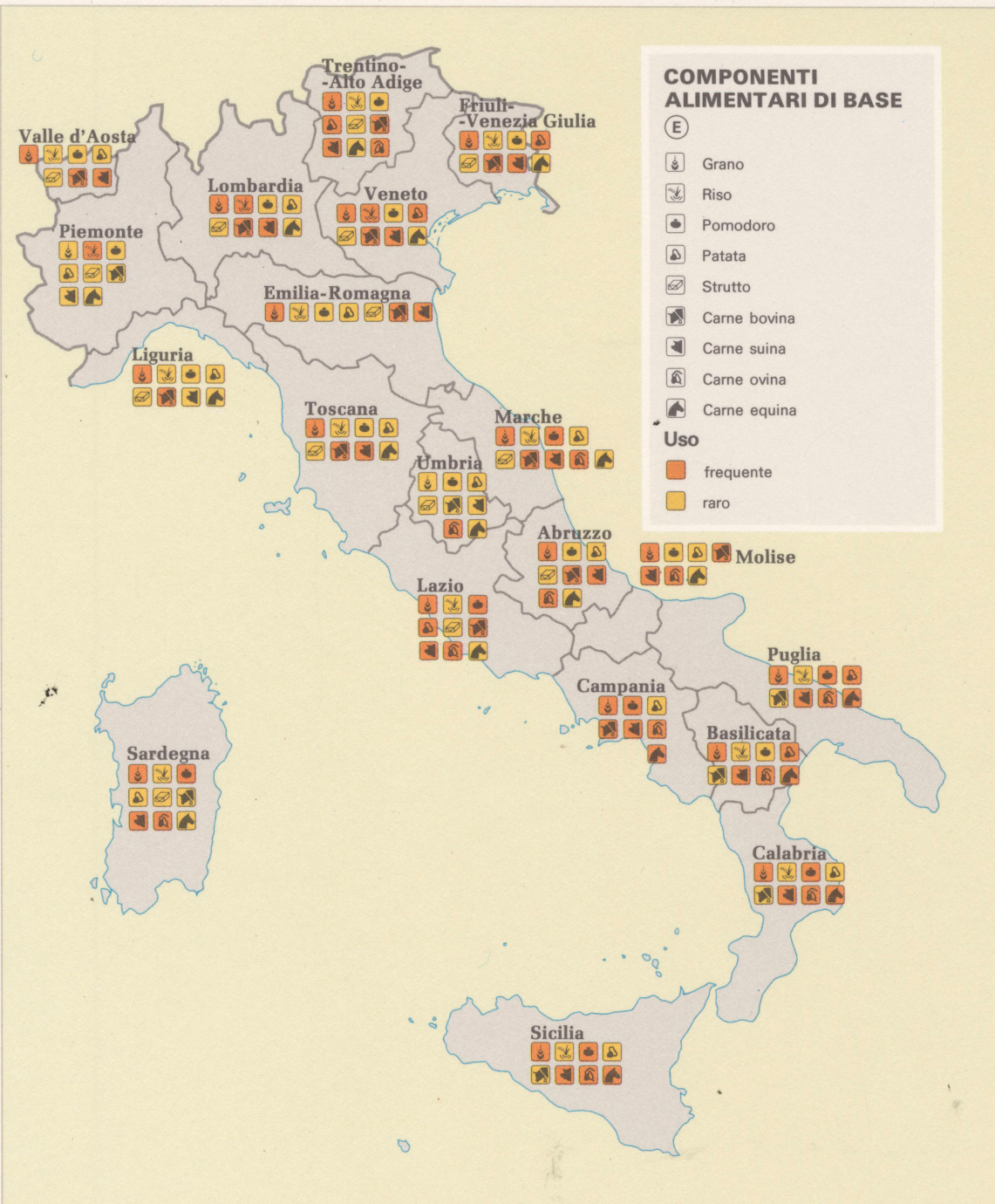
各州でどのような食材が使用されるかを示した地図(1990年時点)。
frequente - よく使用される食材
raro - まれに使用される食材

- アブルッツォ料理（イタリア語版）
- ルカニア料理（イタリア語版）
- カラブリア料理（イタリア語版）
- カンパーニャ料理（イタリア語版）
  - ナポリ料理
- エミリア料理（イタリア語版）
  - ボローニャ料理（イタリア語版）
    - モデナ料理（イタリア語版）
    - パルマ料理（イタリア語版）
    - ピアチェンツァ料理（イタリア語版）
    - レッジョ・エミリア料理（イタリア語版）

  - ロマーニャ料理（イタリア語版）
    - チェゼーナ料理（イタリア語版）
- フリウリ＝ヴェネツィア・ジュリア料理
  - フリウリ料理（イタリア語版）
  - ゴリジア料理（イタリア語版）
  - トリエステ料理（イタリア語版）
- ラツィオ料理（イタリア語版）
  - チョチャリア料理（イタリア語版）
  - ローマ料理
- リグーリア料理
  - オルトレジオゴ料理（イタリア語版）
- ロンバルディア料理（イタリア語版）
  - ミラノ料理（イタリア語版）
  - マントヴァ料理（イタリア語版）
    - アルト・マントヴァーノ料理（イタリア語版）

  - ローディ料理（イタリア語版）
- マルシェ料理（イタリア語版）
  - アスコラーナ料理（イタリア語版）
- モリーゼ料理（イタリア語版）
- ピエモンテ料理（イタリア語版）
  - トリノ料理（イタリア語版）
- アブーリア料理（イタリア語版）
  - バーリ料理（イタリア語版）
  - フォッジャ料理（イタリア語版）
    - チェリニョーラ料理（イタリア語版）

  - サレント料理（イタリア語版）
- サルデーニャ料理（イタリア語版）
- シチリア料理
  - アグリジェント料理（イタリア語版）
  - カターニア料理（イタリア語版）
  - メッシーナ料理（イタリア語版）
  - パレルモ料理（イタリア語版）
  - ラグーザ料理（イタリア語版）
  - シラクサ料理（イタリア語版）
  - トラーパニ料理（イタリア語版）
- トスカーナ料理
  - フィレンツェ料理（イタリア語版）
- トレンティーノ＝アルト・アディジェ料理
  - 南チロル料理（アルト・アディジェ料理）
  - トレンティーナ料理（イタリア語版）
- ウンブリア料理（イタリア語版）
- ヴァッレ・ダオスタ料理（イタリア語版）
- ヴェネト料理
  - トレヴィーゾ料理（イタリア語版）
  - ヴェネツィア料理（イタリア語版）
  - ヴィチェンツァ料理（イタリア語版）
  - ヴェローナ料理（イタリア語版）

## イタリアの料理人
- マッシモ・ボットゥーラ
- ロサルバ・デ・カルロ
- ベリッシモ・フランチェスコ

## イタリア料理研究家
- ペッレグリーノ・アルトゥージ
- ベリッシモ・フランチェスコ
- パンツェッタ貴久子
- ロザンナ・ザンボン
- マリオ・バターリ
- ロサルバ・デ・カルロ

## 日本におけるイタリア料理

### 歴史
日本最古のイタリア料理店は、1880年に新潟市でピエトロ・ミリオーレが開業したイタリア軒である。イタリア軒は、日本に現存する最古の西洋料理店とされている。また、明治末期にはじめてマカロニが輸入された記録もあり、ホテルで広まっていった。第二次世界大戦後は、日本に残されたイタリア（旧ファシスト政権側）の元軍人や軍属が日本人と結婚し、日本に永住するにあたって料理店を開いた。1970年代以前には本格的イタリア料理店は日本には数えるほどしかなかったが、ピザやパスタが注目されるようになった1970年代から全国的にイタリア料理として親しまれるようになり、日本人の麺類嗜好と重なって定着したとされる。バブル期には「イタ飯」と俗に呼ばれることもあった。イタ飯は、後の「〇〇めし」という俗語の初出であった。

## 関連項目

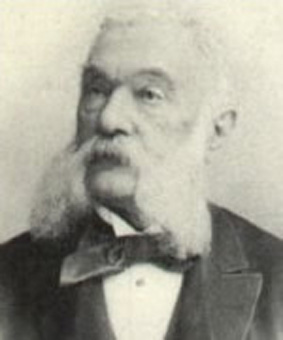
ペッレグリーノ・アルトゥージ

### 日本にあるイタリア料理チェーン店
- サイゼリヤ
- カプリチョーザ
- イタリアントマト
- グラッチェガーデンズ
- ピエトロ
- セガフレード・ザネッティ
- ジョリーパスタ
- みかづき
- フレンド